# کپیت
کپیت (انگلیسی: KPIT) شرکت خودروسازی هندی است، که در سال ۱۹۹۰ توسط راوی پاندیت تأسیس شد.